# João Miguel Rodrigues
João Miguel Rodrigues (Lisboa, 1968 – Lisboa, 2012) foi um actor e encenador português.

## Carreira
Frequentou o curso de Imagem e Comunicação Audio-Visual da Escola Secundária António Arroio.
Fez o curso de expressão dramática da Comuna - Teatro de Pesquisa, em 1987, onde se estreou como actor na peça “O Despertar da Primavera”, de Frank Wedekind, encenada por João Mota. Na Comuna - Teatro de Pesquisa, participou ainda, como actor secundário, nas peças “O destino morreu de repente” e “Édipo Rei”, do mesmo encenador.
Mais tarde, em 1994, fez também o curso de expressão dramática do Instituto Franco-Português  sob direcção de Aldona Lickel. 
Como actor, dirigiu e participou em vários espectáculos entre os quais "Acabar de Vez", a partir de textos de Stig Dagerman, "A Última Gravação de Krapp", de Samuel Beckett, e "Tristão e o Aspecto da Flor", de Francisco Luís Parreira.
Foi um dos fundadores do Teatro de Inverno, onde trabalhou como assistente e actor no espectáculo “Peça Alter Nativa”, de Finn Iunker, com direcção artística de António Simão e onde encenou “Flash-Back”, de Denis Mpunga.
Entre 2004 e 2011, João Miguel Rodrigues trabalhou nos Artistas Unidos, tendo representado em peças encenadas por Jorge Silva Melo como “No Papel da Vítima”, dos Irmãos Presniakov, “Conferência de Imprensa e outras Aldrabices”, de Harold Pinter, Antonio Onetti e Antonio Tarantino, entre outros, “Os Animais Domésticos”, de Letizia Russo, "A fábrica de nada", de Judith Herzberg, “Últimas palavras do gorila Albino”, de Juan Mayorga, “Seis personagens à procura de autor”, de Luigi Pirandello, “O peso das razões”, de Nuno Júdice, “O quarto”, de Harold Pinter, “Rei Édipo”, a partir de Sófocles - levada à cena no Teatro Nacional D. Maria II e ainda “Fala da criada dos Noailles que no fim de contas vamos descobrir chamar-se também Séverine numa noite do inverno de 1975, em Hyères” de Jorge Silva Melo.
No cinema participou em “Tarde Demais”, de José Nascimento, e em duas curtas-metragens de José Barahona - "Quem É Ricardo?" (2004) e "Pastoral" (2004),  da qual é o protagonista. 
Participou também em “O Mistério da Estrada de Sintra” (2007), de Jorge Paixão da Costa e “Pierre” (2010), de Mariana Bicho, João Fernandes e Gonçalo Nascimento. 
O seu último trabalho no cinema foi a voz off do filme/documentário “Linha Vermelha” de José Filipe Costa.
Além de actor, João Miguel Rodrigues foi também encenador. Encenou a peça "Lilás", de Jon Fosse, levada à cena em 2007, no Centro Cultural de Belém e colaborou várias vezes como assistente de encenação de Jorge Silva Melo.
Encenou também “Flash-Back”, de Denis Mpunga, do Teatro de Inverno.
Para o Teatromosca, co-encenou com Pedro Alves "Um Rapto em Cintra" (2004), de Eça Leal, co-encenou com Francisco Luís Parreira, "Tristão e o Aspecto da Flor" (2003), dirigiu "Querosene ('arde sem se ver')" (2004), e fez a direcção artística de "GABBA GABBA HEI" (2003). 
Em 2011, voltou a trabalhar com o Teatromosca, de Sintra, onde criou o espectáculo "Europa", a partir de textos de John Berger, de quem já interpretara "Dog Art".

## Filmografia
- Tarde Demais (2000)